# James A. Caporaso
James Albert Caporaso (* 1941) ist ein US-amerikanischer Politikwissenschaftler und emeritierter Professor der University of Washington. Sein Fachgebiet sind die Internationalen Beziehungen und dabei besonders europäische Politik sowie die Politische Ökonomie. 1995 bis 1997 war er Vorsitzender der European Union Studies Association (EUSA), 1997/98 amtierte er als Präsident der International Studies Association (ISA).
Caporaso machte das Bachelor-Examen (Hauptfach: Politikwissenschaft, Nebenfach: Deutsche Literatur) an der Pennsylvania State University und den Master-Abschluss an der Villanova University. An der University of Pennsylvania wurde er zum Ph.D. promoviert. Bevor er 1988 an die University of Washington kam, war er Professor an der University of Denver (1978 bis 1987) und der Harvard University (1987/88).

## Schriften (Auswahl)
- Mit Mary Anne Madeira: Globalization, institutions & governance. Sage, London/Thousand Oaks 2012, ISBN 978-1-4129-3493-0.
- The European Union. Dilemmas of regional integration. Westview Press, Boulder 2000, ISBN 0-8133-2582-X.
- Mit David P. Levine: Theories of political economy. Cambridge University Press, Cambridge/New York 1992, ISBN 0-521-41561-6.
- The structure and function of European integration. Goodyear Pub. Co., Pacific Palisades 1974, ISBN 0-87620-847-2.